# Bruno Tavano
Juan Bruno Tavano (Buenos Aires, 18 de noviembre de 1940 - Ibídem, 18 de enero de 2000) fue un político argentino, intendente del partido de Lomas de Zamora durante el período 1991-1999.
Ocupó su primer cargo municipal en 1973, de la mano del Partido Justicialista. En 1976 fue designado secretario privado de Eduardo Duhalde, hasta que fue removido tras el golpe de Estado que dio inicio a la dictadura militar autodenominada Proceso de Reorganización Nacional. Tras el retorno a la democracia, en 1983, ganó una banca en el Concejo Deliberante del partido de Lomas de Zamora y entre 1986-1987 alternó su cargo con el de Intendente Interino, siendo electo diputado nacional en las elecciones de 1987.
En 1991 fue elegido Intendente del partido de Lomas de Zamora, siendo reelecto en 1995. Durante su gestión al frente de la intendencia se desató una fuerte controversia, al descubrirse la designación de dieciséis familiares suyos en diferentes cargos públicos.
Fue derrotado en las elecciones municipales de 1999 por el candidato de la Alianza, Edgardo Di Dio. Días antes de entregar su cargo generó otra polémica al firmar un decreto para adelantar su aguinaldo, mientras que los empleados públicos llevaban un mes sin cobrar su sueldo.
Al finalizar su mandato, su sucesor denunció que había dejado un déficit de cincuenta millones de pesos, una deuda de cuatro millones con las empresas recolectoras de residuos y que habría efectuado excesos de compras, sobreprecios y provocado la desaparición de sistemas informáticos.
Falleció el 18 de enero de 2000 a causa de una aneurisma de aorta en una clínica de la Ciudad de Buenos Aires.